# Ak'ak'i Shulaia
Ak'ak'i Shulaia (in georgiano აკაკი შულაია?; Mart'vili, 6 settembre 1996) è un calciatore georgiano, centrocampista della Lokomotiv Tashkent.

## Carriera
Ha giocato nella prima divisione dei campionati georgiano ed uzbeko.

## Statistiche

### Presenze e reti nei club
Statistiche aggiornate al 3 marzo 2021.
| Stagione                | Squadra                 | Campionato              | Campionato | Campionato | Coppe nazionali | Coppe nazionali | Coppe nazionali | Coppe continentali | Coppe continentali | Coppe continentali | Altre coppe | Altre coppe | Altre coppe | Totale | Totale |
| Stagione                | Squadra                 | Comp                    | Pres       | Reti       | Comp            | Pres            | Reti            | Comp               | Pres               | Reti               | Comp        | Pres        | Reti        | Pres   | Reti   |
| ----------------------- | ----------------------- | ----------------------- | ---------- | ---------- | --------------- | --------------- | --------------- | ------------------ | ------------------ | ------------------ | ----------- | ----------- | ----------- | ------ | ------ |
| 2012-2013               | Merani Mart'vili        | UL                      | 0          | 0          | CG              | 0               | 0               | -                  | -                  | -                  | -           | -           | -           | 0      | 0      |
| 2013-2014               | Merani Mart'vili        | UL                      | 14         | 2          | CG              | 4               | 1               | -                  | -                  | -                  | -           | -           | -           | 18     | 3      |
| 2014-2015               | Merani Mart'vili        | UL                      | 26         | 1          | CG              | 3               | 0               | -                  | -                  | -                  | -           | -           | -           | 29     | 1      |
| Totale Merani Mart'vili | Totale Merani Mart'vili | Totale Merani Mart'vili | 40         | 3          |                 | 7               | 1               |                    | -                  | -                  |             | -           | -           | 47     | 4      |
| lug.-dic. 2015          | Tskhinvali              | UL                      | 10         | 0          | CG              | 2               | 0               | UEL                | 2                  | 0                  | -           | -           | -           | 12     | 0      |
| gen.-lug. 2016          | Sioni Bolnisi           | UL                      | 4          | 0          | CG              | 0               | 0               | -                  | -                  | -                  | -           | -           | -           | 4      | 0      |
| 2016                    | Merani Mart'vili        | PL                      | 18         | 4          | CG              | 5               | 3               | -                  | -                  | -                  | -           | -           | -           | 23     | 7      |
| 2017                    | Merani Mart'vili        | EL2                     | 16         | 1          | CG              | 1               | 0               | -                  | -                  | -                  | -           | -           | -           | 17     | 0      |
| Totale Merani Mart'vili | Totale Merani Mart'vili | Totale Merani Mart'vili | 34         | 5          |                 | 6               | 3               |                    | -                  | -                  |             | -           | -           | 40     | 8      |
| 2017                    | Dinamo Tbilisi          | EL                      | 17         | 3          | CG              | 2               | 0               | -                  | -                  | -                  | -           | -           | -           | 19     | 3      |
| 2018                    | Dinamo Tbilisi          | EL                      | 32         | 10         | CG              | 2               | 0               | UEL                | 2                  | 0                  | -           | -           | -           | 36     | 10     |
| 2019                    | Dinamo Tbilisi          | EL                      | 29         | 3          | CG              | 2               | 0               | UEL                | 2                  | 0                  | -           | -           | -           | 33     | 3      |
| 2020                    | Dinamo Tbilisi          | EL                      | 7          | 0          | CG              | 1               | 0               | UCL+UEL            | 1+0                | 0+0                | -           | -           | -           | 9      | 0      |
| Totale Dinamo Tbilisi   | Totale Dinamo Tbilisi   | Totale Dinamo Tbilisi   | 85         | 16         |                 | 7               | 0               |                    | 5                  | 0                  |             | -           | -           | 97     | 16     |
| 2021                    | Saburtalo Tbilisi       | EL                      | 1          | 0          | CG              | 0               | 0               | -                  | -                  | -                  | -           | -           | -           | 1      | 0      |
| Totale carriera         | Totale carriera         | Totale carriera         | 174        | 24         |                 | 22              | 4               |                    | 7                  | 0                  |             | -           | -           | 203    | 28     |

## Palmarès

### Club

#### Competizioni nazionali
- Campionato georgiano: 2

Dinamo Tbilisi: 2019, 2020